# Hydnophytum longistylum
Hydnophytum longistylum är en måreväxtart som beskrevs av Odoardo Beccari. Hydnophytum longistylum ingår i släktet Hydnophytum och familjen måreväxter. Inga underarter finns listade i Catalogue of Life.